# Rising F7
Rising F7 – elektryczny samochód osobowy klasy wyższej produkowany pod chińską marką Rising od 2023 roku.

## Historia i opis modelu

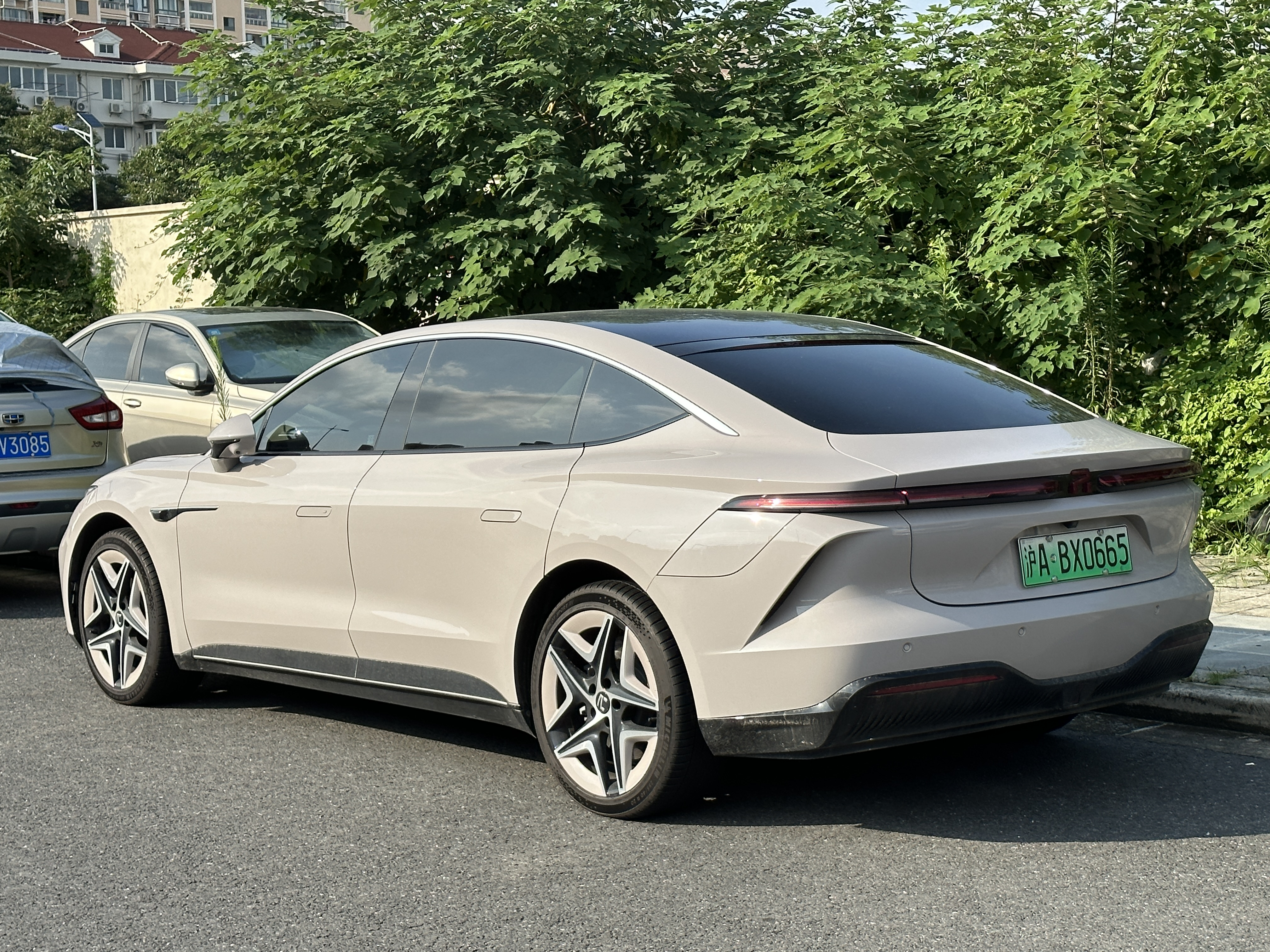
Rising F7 - tył

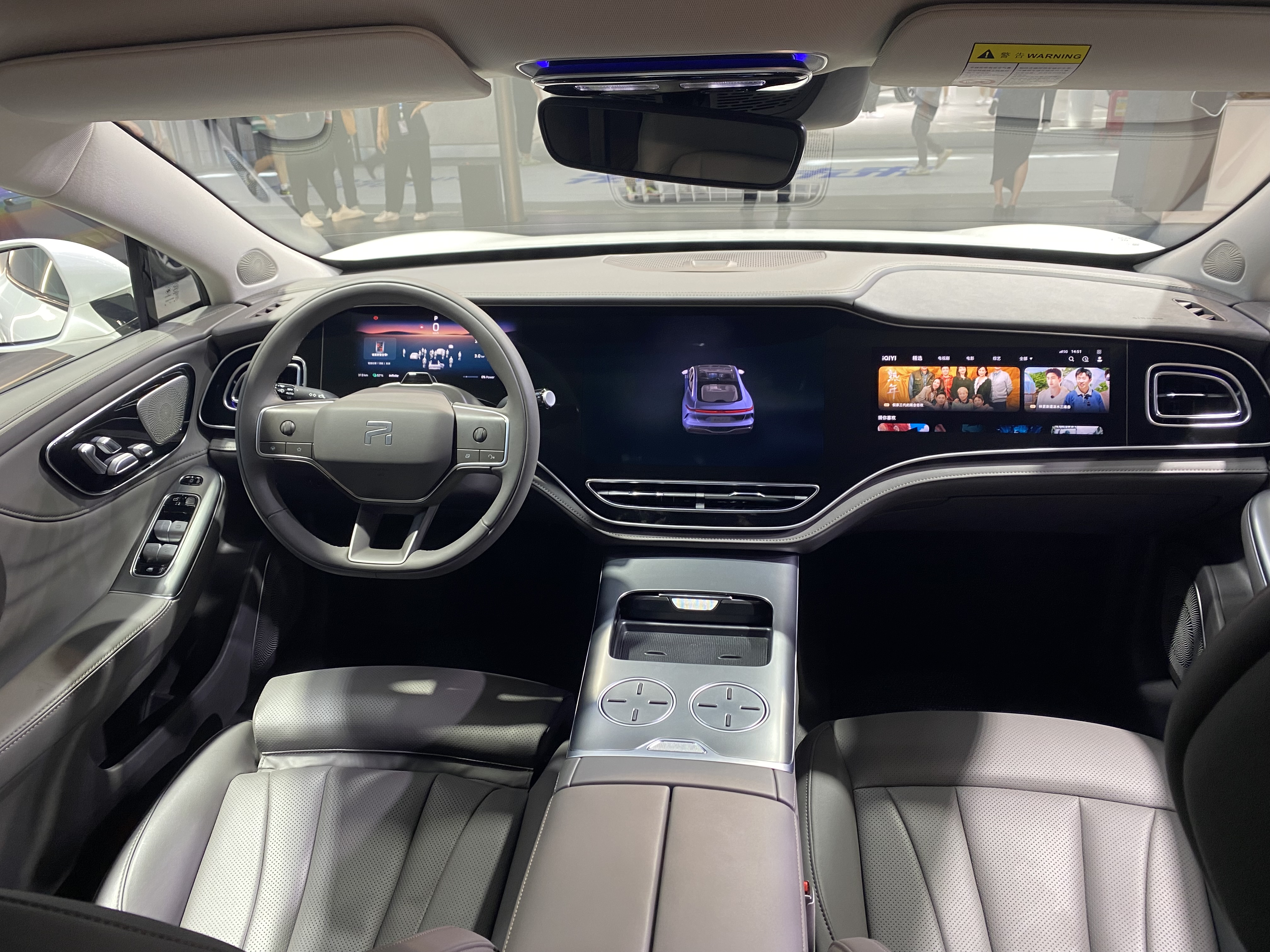
Rising F7 - kokpit

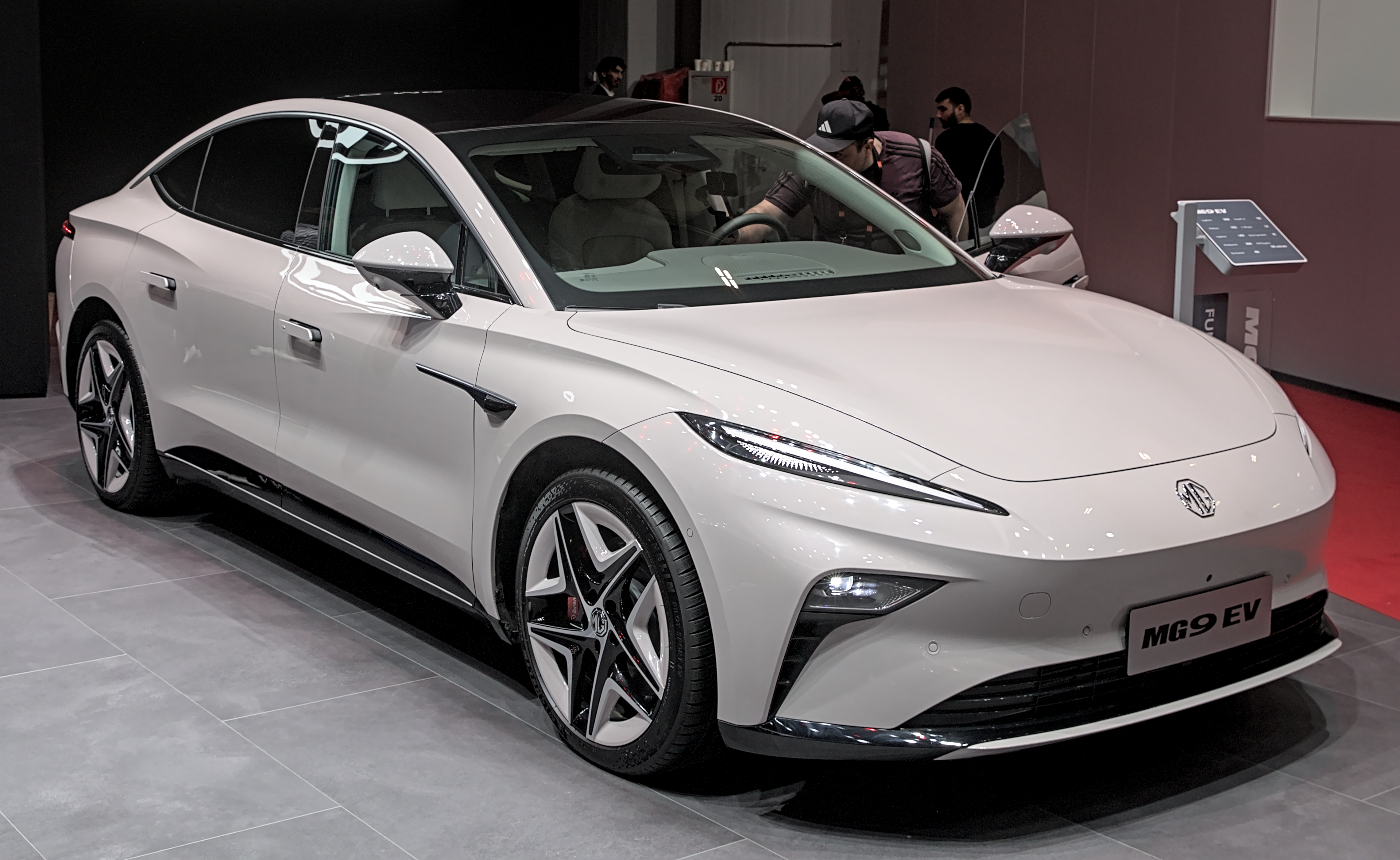
europejskie MG 9

W lutym 2023 Rising Auto, filia koncernu SAIC skoncentrowana na zaawansowanych technicznie luksusowych samochodach elektrycznych, przedstawiła swój drugi model opracowany w ramach nowej strategii. Podobnie jak SUV R7, także i Rising F7 wyróżnił się agresywną stylizacją, łagodnie opadającą linią dachu i szpiczastym zakończeniem tylnej części nadwozia. Charakterystycznymi cechami wyższej klasy modelu stały się chowane klamki, a także obszerna przestrzeń bagażowa z łatwym dostępem dzięki nadwoziu liftback. Nadwozie wyróżniło się opływową sylwetką o optymalnych właściwościach aerodynamicznych, a także bezramiennymi drzwiami.
Przeszklony dach zbiegł się przy krawędzi z trzema czujnikami rozbudowanego systemu półautonomicznej jazdy Rising ADAS, na którego składają się 32 czujniki, LiDAR i radar 4D wraz z rozbudowanym pakietem kamer. Projekt deski rozdzielczej i luksusowo zaaranżowanej kabiny pasażerskiej został zaadaptowany z pokrewnego modelu R7, wyróżniając się jasnobeżową skórą na boczkach drzwi i fotelach oraz masywnym kokpitem stworzonym przez zestaw 3 ekranów o łącznej powierzchni 41 cali. System multimedialny obsługuje Qualcomm Snapdragon, z kolei uzupełnia go rozbudowany system nagłośnienia premium składający się z 16 głośników.

### Sprzedaż
Rising Auto rozpoczęło zbieranie zamówień na F7 w lutym 2023, z dostawami pierwszych sztuk wyznaczonymi na marzec tego samego roku z ograniczeniem wyłącznie do rodzimego rynku chińskiego. W cenie 280 tysięcy juanów za podstawowy egzemplarz klient dostaje także system wymiennych baterii w dedykowanych stacjach wzorem konkurencyjnego NIO, a także dożywotnie darmowe ładowanie - o ile użytkownik nie przekroczy pułapu 1500 kWh rocznie. W lutym 2024 podczas Geneva Motor Show przedstawiono eksperymentalny europejski wariant pod nazwą MG 9.

### Dane techniczne
Rising F7 to samochód w pełni elektryczny, do którego napędu wyposażono tylny napęd i 335 KM mocy lub AWD w przypadku wariantu topowego, którego moc wzrasta do 536 KM Tańszy F7 rozpędza się do 100 km/h w 5,7 sekundy, a droższy w 2 sekundy. Zasięg pojazdu na jednym ładowaniu został określony na 600 kilometrów z uwzględnieniem chińskiego trybu pomiarowego CLTC.